# Rakonczai Viktor
Rakonczai Viktor (Budapest, 1976. október 16. –) Artisjus-, Fonogram- és EMeRTon-díjas magyar zenész, zeneszerző, zongorista, előadó, Rakonczai Imre testvére.

## Zenei karrierje
Tizenhárom éves korában kezdett zongorázni tanulni Esze Jenőnél. 1994-ben a Yamaha hangszercég bemutató embere volt Magyarországon. 1997-ben kezdett foglalkozni a könnyűzenével, a V.I.P. együttes tagjaként. Az együttessel közösen benevezett az Eurovíziós Dalfesztivál magyarországi előválogatójába, amit megnyertek a Miért kell, hogy elmenj? című dallal. 1997. május 3-án ők képviselték Magyarországot a dublini döntőben, ahol 39 ponttal a 12. helyet érték el. Később vokalistaként és dalszerzőként a 2008-as Eurovíziós Dalfesztiválon Csézyvel, majd dalszerzőként a 2011-es Eurovíziós Dalfesztiválon Wolf Katival vett részt.
2012-ben többek között az ő elképzelése alapján indult el az M1-en A Dal című eurovíziós nemzeti dalválasztó műsor, melynek 2013-ig a zsűritagja volt. Később dalszerzőként is részt vett az eurovíziós dalválasztó műsorban, ő szerezte 2014-ben Polyák Lilla Karcolás – Rise Again, 2016-ban Agárdi Szilvia Is It Love, majd 2019-ben Diana Little Bird című dalát. Ezt követően A Dal tehetségkutató műsorban is szerepelt zeneszerzőként: ő jegyezte 2020-ban Diana Menedék és 2021-ben Siklósi Balázs Csak egy igen című dalát. 
Saját stúdiójában több száz dal, toplistás sláger, filmzene, musical készült el, melyeket szakmai díjakkal is elismertek. Számos arany- és platinalemez tulajdonosa, melyeket nemcsak hazai, hanem külföldi munkáiért is megkapott. Idáig több, mint száz előadóval dolgozott együtt. A lengyel Sylwia Grzeszczaknak készített Tamta dziewczyna című dalát már több, mint 145 milliószor tekintették meg a YouTube-on.
Legutóbbi színházi munkája az Álomutazó című musical volt, ismert filmzenéje a 2022-es El a kezekkel a Papámtól!.
Jelenleg a TV2 Dancing with the Stars és a Duna Csináljuk a fesztivált!, Magyarország, szeretlek! és a Petőfi Zenei Díj című műsorainak a zenei producere, valamint Kökény Attilával vesz részt közös koncertturnén.
Számos magyar előadóval dolgozott együtt karrierje során, akik között megtalálható Zséda, Wolf Kati, Radics Gigi, Bereczki Zoltán, Szinetár Dóra, Király Linda, Király Viktor, Kocsis Tibor, Janicsák Veca, Csézy, Polyák Lilla és Lola.

### Jelentős külföldi munkái
2008-ban Iwona Węgrowska lengyel énekesnővel dolgozott együtt a Kiedys zapomne című dalon, ami hetekig a Radio Zet slágerlistáján szerepelt. 2009-ben Justyna Steczkowskával a To mój czas című albumot készítette el, melyen többek között közreműködött Szirtes Edina Mókus, Bolyki Balázs és Malek Miklós is. Sylwia Grzeszczakkal három nagylemezen dolgozott együtt, a 2011-es Sen o przyszłościn, a 2013-as Komponując siebien és a 2016-os Tamta dziewczynán.

## Díjai
- Artisjus-díj: Az év zeneszerzője (2004)
- Jakab Líra-díj: A Motel című dalért, Zséda előadásában (2004)
- EMeRTon-díj: A magyar rádió zeneszerzői díja (2005)
- Fonogram-díj: Az év albuma, Zséda előadásában (2005)
- Európai Arany Művész-díj: Az év zeneszerzője (2006)
- Fonogram-díj: Az év dala, a Gyönyörű szép című dalért, Tabáni István előadásában (2011)
- Fonogram-díj: Az év dala, az Őrizd az álmod című dalért, Vastag Csaba és Vastag Tamás előadásában (2012)
- Fonogram-díj: Az év albuma, Rakonczai Imre előadásában (2017)
- Arany Harang-díj: az Agárdi Szilviának szerzett dalért (2017)

## Diszkográfia

### V.I.P.-albumok
- V.I.P. (1997)
- Keresem a lányt (1998)
- Szükségem van rád (1999)
- Csak neked (2000)
- Best of (2001)

### R-Port-albumok
- Akarom, hogy rám találj (2001)

### Filmzene
- 2014: A Játékkészítő (teljes filmzene, vezető zeneszerző, hangszerelő, zenei producer)
- 2017: Pappa Pia (teljes filmzene, hangszerelő, zenei producer)
- 2018: Álomutazó (teljes filmzene, vezető zeneszerző, hangszerelő, zenei producer)
- 2019: Kölcsönlakás (főcímdal zeneszerzője, hangszerelő, zenei producere)
- 2021: Elk*rtuk (teljes filmzene)
- 2022: El a kezekkel a Papámtól! (teljes filmzene)